# Cabañas de esclavos de Bonaire
Las Cabañas de Esclavos de Bonaire también llamada Chozas o Casas (en neerlandés conocidas como: Slavenhuisjes bij Witte Pan en Oranje Pan) son una pequeñas casas donde los esclavos que trabajaban en las salinas en Bonaire podían pasar la noche.
Las cabañas de esclavos fueron construidas en 1850. Antes de eso los esclavos dormían al aire libre o en casas fabricadas por ellos mismos de madera, paja y barro. El asentamiento donde vivían era Rincón, al que tenían que caminar para llegar unas seis o siete horas. Allí por lo general sólo pasaban el domingo. Después de 1850, se convirtió en parte de la vida de los esclavos que trasladaron a la cercana Tera Kora, ahora un suburbio de Kralendijk.
Las casas son de piedra de coral. Tienen apenas dos metros de altura, con una ventana y una puerta pequeña en la que alguien no se puede colocar de pie. Las puertas han desaparecido y las ventanas son sólo una abertura. En una casa podían dormir entre cinco y cincuenta y ocho esclavos. Los techos aún estaban hechas de caña; más tarde se sustituyeron por un techo a prueba de agua.
La esclavitud en las colonias neerlandesas fue abolida en 1863. Entonces en Bonaire 758 esclavos consiguieron su libertad.